# Římskokatolická farnost Pošná
Římskokatolická farnost Pošná je zaniklým územním společenstvím římských katolíků v rámci pelhřimovského vikariátu českobudějovické diecéze. V rámci reformy církevní správy byla k 1. lednu 2020 sloučená s farností Pacov.

## O farnosti

### Historie
Plebánie v Pošné je poprvé písemně doložena v roce 1384. Plebánie později zchudla, a proto neměla prostředky na vydržování vlastního kněze. Do Pošné proto dlouho dojížděli kněží z okolí. Až od roku 1738 začala být místní farnost opět obsazována sídelním duchovním správcem. Začátkem 21. století obsazování farnosti znovu přestalo, a Pošná tak začala být administrována excurrendo z Pacova.

### Kostely a kaple farnosti
| Kostel                         | Místo        | Bohoslužba                              | Bohoslužba              | Poznámka                       |
| ------------------------------ | ------------ | --------------------------------------- | ----------------------- | ------------------------------ |
| Kaple svatého Jana Nepomuckého | Důl          | neslouží se pravidelně                  | neslouží se pravidelně  | obecní kaple                   |
| Kaple                          | Nízká Lhota  | neslouží se pravidelně                  | neslouží se pravidelně  | obecní kaple                   |
| Kostel svatého Bartoloměje     | Pošná        | neděle 1× za 14 dní 1. čtvrtek v měsíci | 11.00 17.00 (letní čas) | bývalý farní kostel            |
| Kaple sv. Rocha                | Proseč       | čtvrtek                                 | 9.30                    | zámecká kaple (domov důchodců) |
| Kaple                          | Vysoká Lhota | neslouží se pravidelně                  | neslouží se pravidelně  | obecní kaple                   |
| Kaple                          | Zahrádka     | neslouží se pravidelně                  | neslouží se pravidelně  | obecní kaple                   |
| Kaple                          | Zlátenka     | neslouží se pravidelně                  | neslouží se pravidelně  | obecní kaple                   |